# Monomer
Monomere (altgriechisch μόνος monos ‚ein‘, ‚einzel‘ und μέρος meros ‚Teil‘, ‚Anteil‘) sind (potentielle) molekulare Wiederholeinheiten. Der Begriff hat in der Polymerchemie und der Biochemie unterschiedliche Bedeutungen.

## Polymerchemie
| Typische Monomere für Kunststoffe |
| --------------------------------- |
| Ethen (Ethylen)                   |
| Propen (Propylen)                 |
| Vinylchlorid (VC)                 |
| Acrylamid                         |

In der Polymerchemie sind Monomere prinzipiell alle chemischen Verbindungen, bei denen über eine Polyreaktion Polymere gebildet werden können. Beispiele für organische Monomere sind Moleküle mit einer reaktionsfähigen C=C-Doppelbindung oder mit mindestens zwei funktionellen Gruppen pro Molekül. Auch ringförmige Strukturen wie Caprolactam können als Monomere für Polyreaktionen dienen. Monomere können durch Kettenpolymerisation, Polykondensation oder Polyaddition zu Polymeren verknüpft werden. Ein Beispiel für ein anorganisches Monomer ist die Orthokieselsäure H4SiO4, die zu Polykieselsäure polykondensiert (siehe Kieselsäuren).

## Biochemie
In der Biochemie ist ein Monomer ein Einzelmolekül, welches potentiell mit gleichartigen Molekülen physisch zu interagieren vermag. In manchen Fällen bezeichnet der Begriff eine Protein-Untereinheit (englisch Subunit) eines Proteinkomplexes, die zumeist über nichtkovalente Wechselwirkungen, in selteneren Fällen über Atombindungen (etwa über Schwefelbrücken) miteinander verbunden sind. Monomere können unter geeigneten Bedingungen zu Dimeren, Trimeren, Tetrameren oder Oligomeren bzw. zu größeren Multimeren assoziieren oder aggregieren. Eingebunden in einen solchen Komplex, heißen sie Protomere.